# Ellen Mäkelin
Elisabeth Jakobint "Ellen" Mäkelin (ogift Vuorenmaa), född 1871 i Lappo, död 1 januari 1935 i Petrozavodsk, var en aktiv medlem av den finska arbetarrörelsen, även känd som hustru till lantdagsledamoten Yrjö Mäkelin. Hon arbetade i arbetarföreningarna i Björneborg, Tammerfors och Uleåborg och förespråkade entusiastiskt bland annat allmän rösträtt. I efterdyningarna av arbetarrörelsens splittring efter finska inbördeskriget tog Ellen Mäkelin en radikal linje och ansågs vara en ännu hårdare kommunist än sin mer försonande make. Borgerliga kretsar ansåg däremot att hennes politiska verksamhet var helt olämplig för en familjemoder. 

## Biografi

### Uppväxt
Född i Lappo flyttade Ellen Vuorenmaa till Tammerfors som industriarbetare. 1897 gifte sig Vuorenmaa med Yrjö Mäkelin, en skomakare som arbetade som journalist. Familjen fick åtta barn, varav ett dog som barn.
Paret Mäkelin flyttade till Björneborg 1898, där Yrjö öppnade en skomakarverkstad. De gick med i Björneborgs arbetarförening och engagerade sig aktivt i dess verksamhet. I juli 1899 representerade Yrjö Mäkelin föreningen vid Finlands arbetarpartis stiftande möte i Åbo. Han drev en socialistisk linje i den då borgerligt styrda arbetarföreningen, vilket ledde till att båda uteslöts som medlemmar samma år. År 1900 började Yrjö Mäkelin i Tammerfors  chefredaktör för Kansan Lehti (Folkets tidning), där även Ellen Mäkelin skrev då och då. Ellen Mäkelin var en av de mest framstående personerna i kvinnodelen av Tammerfors arbetarförening. Förutom rösträtten arbetade hon bland annat med nykterhet och barnuppfostran. Under storstrejken 1905 var hon medlem av Tammerfors strejkkommitté. Familjen Mäkelin flyttade till Uleåborg 1907, då Yrjö fick en plats på distributionen av Kansan Tahto (Folkviljan).

### Fängelsestraff
I samband med inbördeskriget våren 1918 fängslades Yrjö, Ellen Mäkelin och deras äldsta dotter, den då 16-åriga Kerttu. Ellen fick tre års fängelse och Kerttu två, men de släpptes villkorligt samma sommar. Yrjö Mäkelin förblev däremot fängslad och Ellen Mäkelin tog plats i Uleåborgs arbetareförening och bidrog i hög grad till arbetarrörelsens växande popularitet i norra Finland. 1922 arresterades Ellen igen och dömdes till fem års fängelse. Paret möttes för sista gången i augusti 1922 i Uleåborgs läns fängelse, där Ellen satt häktad. Då hade Yrjö Mäkelin redan blivit släppt från sitt eget straff och åkte till sin fru på deras silverbröllopsdag. Han arresterades på nytt 1923 under massarresteringarna av kommunister som drevs av Finlands president Kyösti Kallio. Yrjö Mäkelin dog i fängelset i september 1923, när Ellen avtjänade sitt eget straff i Tavastehus länsfängelse.

### Sovjettiden
Ellen Mäkelin erbjöds möjligheten att bli frigiven 1926, när den finska regeringen utbytte finska kommunistfångar mot finländare fängslade i Sovjetunionen. Hon vägrade dock, och flyttade till Sovjetunionen först 1927 efter att ha avtjänat sitt straff. Äldste sonen Leo hade kommit till landet redan 1920 och äldsta dottern Kerttu 1922. Senare följde även Mäkelins övriga barn efter till Sovjetunionen. Ellen Mäkelin bodde med barnen i Leningrad- och Petrozavodsk-regionerna. Hon dog 1935, strax före början av Stalins stora utrensningar. Av Ellen och Yrjö Mäkelins barn sköts Yrjö, Leo dog i ett arbetsläger och Sirkka svalt ihjäl under andra världskriget under belägringen av Leningrad. Kerttu, som återvände till Finland 1957, var den enda överlevande från sovjettiden.